# 벨리시

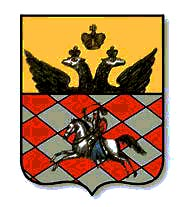
시 문장

벨리시(러시아어: Велиж, 벨라루스어: Веліж)는 러시아 스몰렌스크주 북서부에 위치한 도시로, 인구는 8,343명(2002년 기준)이다. 자파드나야드비나강과 접하며 스몰렌스크(스몰렌스크 주의 주도)에서 북서쪽으로 134 km 정도 떨어진 곳에 위치한다.
14세기 말 리투아니아 대공국이 요새를 건설했고 1536년 모스크바 대공국이 차지하게 된다. 한때 폴란드-리투아니아 연방이 16세기 후반부터 17세기 초반까지 지속된 러시아 제국의 동란 시대를 틈타 이 곳을 차지하기도 했지만 제1차 폴란드 분할 때 러시아 제국에 편입되었다.

## 인구
| 연도  | 인구   | ±%     |
| ----- | ------ | ------ |
| 1885  | 16,372 | —      |
| 1897  | 12,193 | −25.5% |
| 1989  | 9,146  | −25.0% |
| 2002  | 8,343  | −8.8%  |
| 2010  | 7,620  | −8.7%  |
| 출처: |        |        |